# Онопрієнко Володимир Володимирович
Володи́мир Володи́мирович Онопріє́нко (25 травня 1977 року, смт Драбів, Драбівський район, Черкаська область — 10 березня 2021 року, с. Старогнатівка, Мирненська селищна громада, Волноваський район, Донецька область) — старший солдат, командир бойової машини — командир відділення 24-го окремого штурмового батальйону «Айдар» 53-ї окремої механізованої бригади імені князя Володимира Мономаха Збройних сил України, учасник російсько-української війни.

## Із життєпису
Закінчив школу в Драбові. Цікавився технікою, зокрема, автомобілями.
Учасник Антитерористичної операції на сході України та Операції об'єднаних сил на території Донецької та Луганської областей з 2017 року.
Службу розпочав у 72-й окремій механізованій бригаді, учасник урочистого заходу отримання бригадою чорного прапора «Україна або смерть». У квітні 2020 року підписав другий контракт, з батальйоном «Айдар», котрий закінчувався у квітні 2021 року.
Загинув 10 березня 2021 року, пізно увечері, через тяжке вогнепальне поранення, внаслідок обстрілу позицій ЗСУ найманцями Російської Федерації біля Старогнатівки. Медикам не вдалося врятувати життя воїна.
Похований 13 березня у рідному Драбові. Залишились мати, дружина, донька та внук.

## Нагороди та вшанування
- Указом Президента України № 202/2021 від 20 травня 2021 року «за особисту мужність і самовіддані дії, виявлені у захисті державного суверенітету та територіальної цілісності України» — нагороджений орденом «За мужність» III ступеня (посмертно)[1].